# Duwajba
Duwajba (arab. دويبة) – wieś w Syrii, w muhafazie Hama. W 2004 roku liczyła 394 mieszkańców.